# Brahim Ben Bouilla
Brahim Ben Bouilla (n. 29 noiembrie 1959) este un fost ciclist rutier din Maroc. A participat la Jocurile Olimpice de vară din 1984, de la Los Angeles, în proba individuală de ciclism rutier.